# Michel Delon
Michel Delon (* 1947) ist emeritierter Professor für französische Literatur des achtzehnten Jahrhunderts an der Universität Paris IV-Sorbonne. Er ist Spezialist für das Jahrhundert der Aufklärung, insbesondere für Ideengeschichte und für libertine Literatur. Er ist Autor zahlreicher Bücher über diese Epoche und Herausgeber, unter anderem des Dictionnaire européen des Lumières (1997), sowie der dreibändigen Ausgabe der Œuvres des Marquis de Sade und der Schriften von Denis Diderot in den beiden Bänden Contes et romans und Œuvres philosophiques in der renommierten Bibliothèque de la Pléiade.

## Akademischer Werdegang
Nach dem Studium der Literatur an der Sorbonne wurde Michel Delon 1973 Assistent an der Universität von Caen und 1981 Dozent an der Universität von Orléans. Nachdem er 1985 das Doctorat d'État erhalten hatte, wurde er 1988 Professor an der Universität Paris X-Nanterre. Seit 1997 war er Professor an der Universität Paris IV-Sorbonne. 2013 wurde ihm der Gay-Lussac-Humboldt-Preis zugesprochen. Im Jahr 2014 war er Kurator der Ausstellung Sade, un athée en amour der renommierten Martin Bodmer Stiftung. Er ist Mitglied des Wissenschaftlichen Rates der Nationalbibliothek von Frankreich und Co-Leiter des Graduiertenkollegs "Die Gründungsmythen Europas", einem gemeinsamen Projekt der Universitäten Bonn, Florenz und Paris-Sorbonne.
Der Königlich Dänischen Akademie der Wissenschaften gehört er als auswärtiges Mitglied an.

## Publikationen (Auswahl)
Bücher
- L’Idée d’énergie au tournant des Lumières. 1770–1800, Paris, PUF, Littératures modernes, 1988.
- Les Liaisons dangereuses de Laclos. Paris, PUF, Études littéraires, 1986.
- L’Invention du boudoir. Paris, Zulma, Grains d’orage, 1999.
- Le Savoir-vivre libertin. Paris, Hachette-Littératures, 2000 (Taschenbuchausgabe 2004).
- Dictionnaire européen des Lumières. Paris, PUF, 1997. (Amerikanische Ausgabe 2001, Taschenbuchausgabe 2007.)
- mit Catriona Seth, Sade en toutes lettres. Autour d’Aline et Valcour. Paris, Desjonquères, 2004.
- Diderot cul par-dessus tête. Éditions Albin Michel, Paris 2013.

Texteditionen
- Marquis de Sade: Œuvres. Paris, Gallimard, Bibl. de la Pléiade, 3 Bände, 1990–1995.
- Denis Diderot: Contes et romans. Paris, Gallimard, Bibl. de la Pléiade, 2004.
- Denis Diderot: Œuvres philosophiques. Paris, Gallimard, Bibl. de la Pléiade, 2010.